# بيوي جامايكي
بيوي جامايكي (الاسم العلمي: Contopus pallidus) (بالإنجليزية: Jamaican Pewee)‏ هو نوع من الطيور يتبع جنس البيوي من فصيلة عصافير الملك.